# Лізо, ходи додому!
"Лізо, ходи додому! "(лит. Liza, namo!) — фільм відзнятий режисером Оксаною Бурою. Фільм — учасник міжнародного кінофестивалю Docudays UA.

### Сюжет
Маленька Ліза постійно кудись тікає. Її життя похмуре й жорстоке, тому вона шукає прихистку в природи, де в неї свій світ — там панують ігри, музика й магія. В дівчинки настільки багата уява, що вона примудряється переживати нескінченні запої батьків. Найбільш приголомшливим у цьому фільмі є те, що він дозволяє усвідомити жах ситуації, але не піддатися темряві гнітючих подій на екрані. У стрічці немає спроб подати якийсь соціологічний зріз — це радше результат бажання якомога правдивіше зафіксувати дорослий світ крізь незіпсутість дитячого сприйняття. Подібно до ранніх фільмів Лінн Ремзі, ця робота стала однією із найпрекрасніших творів про дитинство.